# Fajzrachman Zagafuranow
Fajzrachman Zagafuranowicz Zagafuranow (ros. Файзрахман Загафуранович Загафуранов, ur. 27 września?/10 października 1913 we wsi Sulejmanowo w guberni ufijskiej, zm. 5 września 1975 w Ufie) – przewodniczący Prezydium Rady Najwyższej Baszkirskiej ASRR (1950-1967).
W 1935 ukończył Baszkirską Wyższą Komunistyczną Szkołę Rolniczą, 1935-1937 był wykładowcą Baszkirskiego Uniwersytetu Komunistycznego, a 1937-1939 instruktorem Baszkirskiej Wyższej Komunistycznej Szkoły Rolniczej. Od 1939 członek WKP(b), 1939 dyrektor baszkirskiej obwodowej szkoły oświaty politycznej w Sterlitamaku, 1939-1943 służył w Armii Czerwonej, uczestnik wojny z Finlandią, 1943-1945 był dyrektorem szkoły pedagogicznej. Od 1945 pracownik rejonowego komitetu WKP(b) w Baszkirskiej ASRR, którego później był I sekretarzem, od lipca 1950 do 29 marca 1967 przewodniczący Prezydium Rady Najwyższej Baszkirskiej ASRR, od 31 października 1961 do 29 marca 1966 członek Centralnej Komisji Rewizyjnej KPZR, od maja 1969 do sierpnia 1971 główny arbiter państwowy Arbitrażu Państwowego przy Radzie Ministrów Baszkirskiej ASRR. Deputowany do Rady Najwyższej ZSRR od 3 do 6 kadencji, Rady Najwyższej RFSRR 3, 4 i 7 kadencji i Rady Najwyższej Baszkirskiej ASRR od 3 do 7 kadencji.

## Odznaczenia
- Order Czerwonego Sztandaru Pracy (dwukrotnie - 1957 i 1963)
- Order Czerwonej Gwiazdy (11 kwietnia 1940)\
- Order „Znak Honoru” (1949)